# Tyrani Geli i Syrakuz

## TyraniGeli
- Kleander I (505-498 p.n.e.) [syn Pantaresa]
- Kleomenes (498)
- Hippokrates (498-491) [brat Kleandra I]
- Kleander II (491) [syn]
- Eukleides (koregent 491) [brat]

## TyraniSyrakuz

### I tyrania
- Gelon I (tyran Geli 491-478, tyran Syrakuz od 485) [syn Dejnomenesa]
- Hieron I (tyran Geli 485-466, tyran Syrakuz 478-466) [brat]
- Polyzalos (koregent w Geli 478-?) [brat]
- Trazybul (466-465) [brat]
- Demokracja 465-405

### II tyrania
- Dionizjusz I Starszy (405-367) [syn Hermokritosa]
- Dionizjusz II Młodszy (367-357; usunięty) [syn]
- Dion (357-354) [zięć Dionizjusza I]
- Kallippos (354-353; usunięty, zmarł 351)
- Hipparinos (353-351) [syn Dionizjusza I]
- Nysaios (351-347) [brat]
- Dionizjusz II (2. panowanie 347-344; abdykował, zmarł po 336)
- Timoleon (344-337; abdykował)
- Demokracja 337-317

### III tyrania (tyrani z tytułem królewskim)
- Agatokles (317-289, przybrał tytuł króla 304) [syn Karkinosa]
- Archagatos (289) [wnuk]
- Hiketas (uzurpator 288-279; usunięty)
- Toinon (uzurpator w cytadeli 279-278) [syn Mameusa]
- Sosistratos (uzurpator w mieście 279-278)
- Pyrrus (król Sycylii 278-276; wycofał się; król Epiru; zmarł 272) [były zięć Agatoklesa]
- Hieron II (275-215; król od 270)
- Gelon II (koregent ok. 230-216) [syn]
- Hieronim (215-214) [syn]
- Andranodor (214) [zięć Hierona II]
- Epikydes (tylko strateg 214-212, zmarł po 210)
- Hippokrates (koregent 214-212)
- Podbój Syrakuz przez Rzym 212